# Liste der Baudenkmale in Mühlenfließ
In der Liste der Baudenkmale in Mühlenfließ sind alle Baudenkmale der brandenburgischen Gemeinde Mühlenfließ und ihrer Ortsteile aufgelistet. Grundlage ist die Veröffentlichung der Landesdenkmalliste mit dem Stand vom 31. Dezember 2020. Die Bodendenkmale sind in der Liste der Bodendenkmale in Mühlenfließ aufgeführt.

## Baudenkmale in den Ortsteilen
In den Spalten befinden sich folgende Informationen:
- ID-Nr.: Die Nummer wird vom Brandenburgischen Landesamt für Denkmalpflege vergeben. Ein Link hinter der Nummer führt zum Eintrag über das Denkmal in der Denkmaldatenbank. In dieser Spalte kann sich zusätzlich das Wort Wikidata befinden, der entsprechende Link führt zu Angaben zu diesem Denkmal bei Wikidata.
- Lage: die Adresse des Denkmales und die geographischen Koordinaten. Link zu einem Kartenansichtstool, um Koordinaten zu setzen. In der Kartenansicht sind Denkmale ohne Koordinaten mit einem roten beziehungsweise orangen Marker dargestellt und können in der Karte gesetzt werden. Denkmale ohne Bild sind mit einem blauen bzw. roten Marker gekennzeichnet, Denkmale mit Bild mit einem grünen beziehungsweise orangen Marker.
- Bezeichnung: Bezeichnung in den offiziellen Listen des Brandenburgischen Landesamtes für Denkmalpflege. Ein Link hinter der Bezeichnung führt zum Wikipedia-Artikel über das Denkmal.
- Beschreibung: die Beschreibung des Denkmales
- Bild: ein Bild des Denkmales und gegebenenfalls einen Link zu weiteren Fotos des Baudenkmals im Medienarchiv Wikimedia Commons

### Grabow
| ID-Nr.   | Lage           | Bezeichnung | Beschreibung | Bild           |
| -------- | -------------- | ----------- | --- | -------------- |
| 09190218 | Am Park (Lage) | Dorfkirche  | Die evangelische Dorfkirche stammt aus der Zeit um 1300. Es ist ein Saalbau aus Feldstein mit einem eingezogenen Chor und einer Apsis. 1893 wurde wahrscheinlich der Turm aus Fachwerk hinzugefügt. Nach Beschädigungen im Zweiten Weltkrieg wurde die Kirche 1952 wieder aufgebaut. Im Inneren befindet sich ein Triumphbogen. | weitere Bilder |

### Haseloff
| ID-Nr.   | Lage               | Bezeichnung         | Beschreibung | Bild                |
| -------- | ------------------ | ------------------- | --- | ------------------- |
| 09190217 | Hauptstraße (Lage) | Dorfkirche Haseloff | Die evangelische Kirche wurde in der ersten Hälfte des 13. Jahrhunderts erbaut. Im Inneren ein Altaraufsatz aus der zweiten Hälfte des 18. Jahrhunderts. Die Taufe wurde 1853 in Niemegk erstellt. | Dorfkirche Haseloff |

### Jeserig
| ID-Nr.   | Lage                  | Bezeichnung                     | Beschreibung | Bild           |
| -------- | --------------------- | ------------------------------- | --- | -------------- |
| 09190311 | Hauptstraße (Lage)    | Dorfkirche                      | Die evangelische Kirche wurde wahrscheinlich im 14. oder 15. Jahrhundert erbaut. An der westlichen Seite befindet sich auf dem Dach ein Dachturm. Im Inneren befindet sich ein Empore im Norden und Westen der Kirche. Der Altaraufsatz stammt aus dem Jahr 1724. | weitere Bilder |
| 09191676 | Hauptstraße 12 (Lage) | Keller des Lehnschulzengehöftes | | BW             |

### Nichel
| ID-Nr.            | Lage                | Bezeichnung                                                               | Beschreibung | Bild                   |
| ----------------- | ------------------- | ------------------------------------------------------------------------- | --- | ---------------------- |
| 09190617 Wikidata | (Lage)              | Dorfkirche mit Friedhofsmauer und Spritzenhaus                            | Die evangelische Kirche wurde 1868 erbaut. Der Entwurf stammt von F. A. Stüler. Der Turm hat einen quadratischen Grundriss und wurde aus Feldstein erbaut. | weitere Bilder         |
| 09190309          | Dorfstraße (Lage)   | Gedenkstein für italienische Zwangsarbeiter, an der Straße nach Schlalach | | BW                     |
| 09190728          | Dorfstraße 3 (Lage) | Wassermühle mit Gehöft                                                    | | Wassermühle mit Gehöft |

### Niederwerbig
| ID-Nr.   | Lage   | Bezeichnung | Beschreibung                                                                             | Bild       |
| -------- | ------ | ----------- | ---------------------------------------------------------------------------------------- | ---------- |
| 09190310 | (Lage) | Dorfkirche  | Die evangelische Kirche stammt im Ursprung aus dem zweiten Viertel des 13. Jahrhunderts. | Dorfkirche |

### Schlalach
| ID-Nr.   | Lage                   | Bezeichnung | Beschreibung                                                        | Bild           |
| -------- | ---------------------- | ----------- | ------------------------------------------------------------------- | -------------- |
| 09190381 | Mittelstraße 20 (Lage) | Dorfkirche  | Die evangelische Kirche ist im Kerne eine Kirche aus der Spätgotik. | weitere Bilder |